# Vulseröd
Vulseröd is een plaats in de gemeente Stenungsund in het landschap Bohuslän en de provincie Västra Götalands län in Zweden. De plaats heeft 61 inwoners (2005) en een oppervlakte van 10 hectare.